# Deux Corniauds dans la brousse
Pour les articles homonymes, voir Corniaud.
Pour plus de détails, voir Fiche technique et Distribution.
Deux Corniauds dans la brousse (Due bianchi nell'Africa nera) est une comédie à l'italienne réalisé par Bruno Corbucci et sorti en 1970. Cette comédie avec Franco et Ciccio présente de nombreuses similitudes avec Nos héros réussiront-ils à retrouver leur ami mystérieusement disparu en Afrique ? sorti deux ans plus tôt.

## Fiche technique
Sauf indication contraire, les informations mentionnées dans cette section peuvent être confirmées par la base de données cinématographiques IMDb,  présente dans la section « Liens externes ».
- Titre original : Due bianchi nell'Africa nera[1]
- Titre français : Deux Corniauds dans la brousse[2]
- Réalisateur : Bruno Corbucci, assisté de Mauro Macario
- Scénario : Mario Amendola, Bruno Corbucci, Luciano Ferri
- Photographie : Fausto Zuccoli
- Montage : Daniele Alabiso (it)
- Décors : Fabrizio Frisardi
- Costumes : Francesca Romana Cofano
- Musique : Willy Brezza (it)
- Producteurs : Sergio Bonotti
- Société de production : Mondial Televisione Film
- Pays de production :  Italie
- Langue de tournage : italien
- Format : Couleur (Eastmancolor) - 2,35:1 - Son mono - 35 mm
- Durée : 97 minutes[1]
- Genre : Comédie à l'italienne
- Dates de sortie :
  - Italie : 31 décembre 1970
  - France : 20 décembre 1972[2]
  - Allemagne de l'Ouest : 7 février 1975

## Distribution
- Franco Franchi : Franco
- Ciccio Ingrassia : Ciccio
- Francy Fair : Frida
- Alfredo Rizzo : Otto Krauser
- Enzo Andronico : Miguel Berrendero
- Sylvester Herbert
- Luciano Catenacci
- Armando Bottin : Tarzan
- Gino Pagnani
- Luca Sportelli
- Ignazio Balsamo

## Production
Certains extérieurs ont été tournés près de lac de Fogliano, entre Sabaudia et Latina, dans le Latium italien.